# 산굴뚝나비
산굴뚝나비는 나비목 네발나비과에 속하는 나비이다. 학명은  Eumenis autonoe이며 2005년 3월 17일 대한민국의 천연기념물 458호로 지정되어 있다. 1989년 특정야생동·식물로 지정되어 보호 받아 왔으며, 관련 법의 개정에 따라 2017년 멸종위기 야생생물 Ⅰ급으로 지정되어 관리되고 있다. 애벌레는 벼과식물을 먹이로 삼는다.
우리나라 중 북한 개마고원과 한라산 1,300m 이상의 높은 지역에서 사는 북방계통의 나비이다. 
굴뚝에서 나오는 연기와 같이 까맣고 높은 산에서 산다고 하여 산굴뚝나비라는 이름이 붙여졌다. 
날개를 편 길이가 47mm내외이며, 암컷은 수컷에 비하여 일반적으로 크고 날개색이 다소 옅다. 몸전체가 흑색이며, 날개 윗면과 아랫면에 흰색의 띠가 있다. 
남한에서는 유일하게 제주도에 분포하는 종으로 한국(북부, 한라산) 중국, 극동 러시아, 몽골, 티벳, 오스트리아 남부 등에 주로 분포하며, 7월에서 8월 사이 연 1회 나타난다.
- 산굴뚝나비 보관됨 2007-09-29 - 웨이백 머신 - 남북의 천연기념물
- 산굴뚝나비 - 문화재청

1. ↑  국립생물자원관. “산굴뚝나비”. 《한반도의 생물다양성》. 대한민국 환경부.
2. ↑  “멸종위기 야생생물 포털”. 2021년 11월 3일에 확인함.
3. ↑  “한국향토문화전자대전”. 2020년 9월 18일에 원본 문서에서 보존된 문서. 2020년 1월 29일에 확인함.